# Johannes Liechtenauer
Johannes Liechtenauer (også Lichtnauer, Hans Lichtenawer) var en tysk fægtemester, der havde stor indflydelse på den tyske fægteskole i 1300-tallet. Det vides ganske lidt om ham, mens flere af hans elever har skrevet fægtemanualer, og han nævnes i senere fechtbücher.

## Karriere
Liechtenauer synes at have været aktiv i midten og sidste halvdel af 1300-tallet.
Den eneste bevarede biografi om Liechtenauer findes i GNM Hs. 3227a (dateret til ca. 1400), som erklærer at "Mester Liechtenauer lærte og mestrede [sværdkunsten] på en grundig og retmæssig måde, men han opfandt den ikke eller fandt på den, da den allerede eksisterede. I stedet rejste han omkring og besøgte mange lande af hensyn til denne retmæssige og sande kunst, da han ønskede at studere og kende den."
Hans tyske efternavn indikerer, at han kom fra Liechtenau (moderne tysk Lichtenau). Der er flere steder med dette navn. Massmann (1844) nævner følgende:
- Lichtenau im Mühlkreis i Oberösterreich
- Lichtenau i Franken, Nürnberg
- Lichtenau ved Rhinen, Baden ved Strasbourg
- Lichtenau i Hessen
- Lichtenau i Westfalen ved Paderborn

Blandt disse mener Massmann, at de mest sandsynlige lokaliteter er Lichtenau i Franken, da Nürnberg var centrum for  renæssance-fægtningen, eller Lichtenau i Oberösterreich, da dette område fremhæves af medlemmer i Liechtenauer-samfundet.

## Liechtenauer-samfundet
Liechtenauer-samfundet (tysk: Geselschaft Liechtenauers) er 17 mestre, der er opremset i introduktionen til de tre ældste udgaver af Paulus Kals fægtemanual. Det er uklart om det har været en formel organisation, eller hvad baggrunden har været. Det er foreslået, at listen er en form for mindesmærke over mesterens afdøde elever og samarbejdspartnere. Listen indeholder mestre fra Øsrig, Tjekkiet, Tyskland og Polen. Det stemmer overens med udsagnet fra MS 3227a om, at Liechtenauer rejste til mange lande for at lære kunsten. Adskillige mestre fra denne liste har skrevet fægtemanualer, men omkring halvdelen er ukendte.
Paulus Kal lister medlemmerne af Liechtenauer-samfundet:
| hanns liechtenawer | Johannes Liechtenauer                                                                                        |
| peter wildigans von glacz | Peter Wildigans fra Glatz                                                                                    |
| peter von tanczk | Peter von Danzig (skrev senere Cod. 44 A 8)                                                                  |
| hanns spindler von cznaÿm | Hans Spindler of Znaim                                                                                       |
| lamprecht von prag | Lamprecht fra Prag                                                                                           |
| hanns seyden faden von erfürt | Hans Seydenfaden fra Erfurt                                                                                  |
| andre liegniczer | Andre Lignitzer                                                                                              |
| iacob liegniczer | Jacob Lignitzer                                                                                              |
| sigmund amring | Sigmund Schining ein Ringeck                                                                                 |
| hartman von nurñberg | Hartman fra Nürnberg                                                                                         |
| martein hunczfeld | Martin Hundsfeld                                                                                             |
| hanns pägnüczer | Hans Pegnitzer                                                                                               |
| phÿlips perger | Philips Perger                                                                                               |
| virgilÿ von kracå | Virgil fra Kraków                                                                                            |
| dietherich degen vechter von brawnschweig                                                                                             | Dieterich, daggert-kæmperen fra Brunswick                                                                    |
| ott iud, der der her[e]n von o[e]sterreicher ringer gewessen ist.                                                                     | Ott Jud, der var ringer for herrerne af Østrig                                                               |
| Der edel vnd fest Stettner der am maisten der maister aller Schüeler gewesen ist vnd ich maister pauls kall pin sein Schüeler gewesen | Den ædle og korrekte [Hans] Stettner, der var den fremmeste af alle lærde, og jeg, Paulus Kal, var hans elev |